# Арруэд
Арруэ́д (фр. Arrouède) — коммуна во Франции, находится в регионе Юг — Пиренеи. Департамент — Жер. Входит в состав кантона Масёб. Округ коммуны — Миранд.
Код INSEE коммуны — 32010.

## География

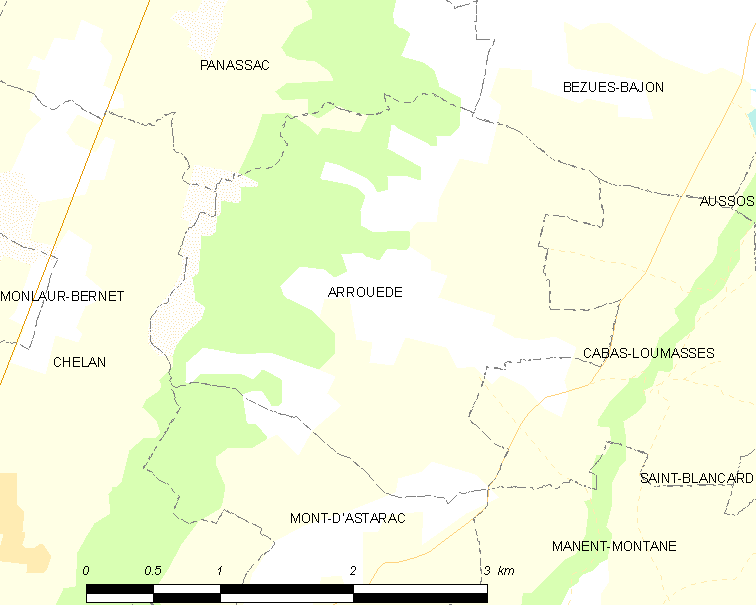
Карта коммуны

Коммуна расположена приблизительно в 630 км к югу от Парижа, в 75 км западнее Тулузы, в 32 км к югу от Оша.
На западе коммуны протекает река Жер.

## Климат
Климат умеренно-океанический. Лето жаркое и немного дождливое, температура часто превышает 35 °С. Зимой часто бывает отрицательная температура и ночные заморозки. Годовое количество осадков — 700—900 мм.

## Население
Население коммуны на 2010 год составляло 90 человек.
| 1962 | 1968 | 1975 | 1982 | 1990 | 1999 | 2010 |
| ---- | ---- | ---- | ---- | ---- | ---- | ---- |
| 108  | 94   | 81   | 77   | 70   | 78   | 90   |

## Администрация
| Период | Период | Фамилия      | Партия       | Примечания |
| ------ | ------ | ------------ | ------------ | ---------- |
| 2001   | 2008   | Рене Кузине  | Разные левые |            |
| 2008   | 2020   | Мишель Дюкос | беспартийный |            |

## Экономика
В 2010 году среди 49 человек трудоспособного возраста (15-64 лет) 33 были экономически активными, 16 — неактивными (показатель активности — 67,3 %, в 1999 году было 52,6 %). Из 33 активных жителей работали 24 человека (13 мужчин и 11 женщин), безработных было 9 (3 мужчин и 6 женщин). Среди 16 неактивных 4 человека были учениками или студентами, 8 — пенсионерами, 4 были неактивными по другим причинам.

## Фотогалерея

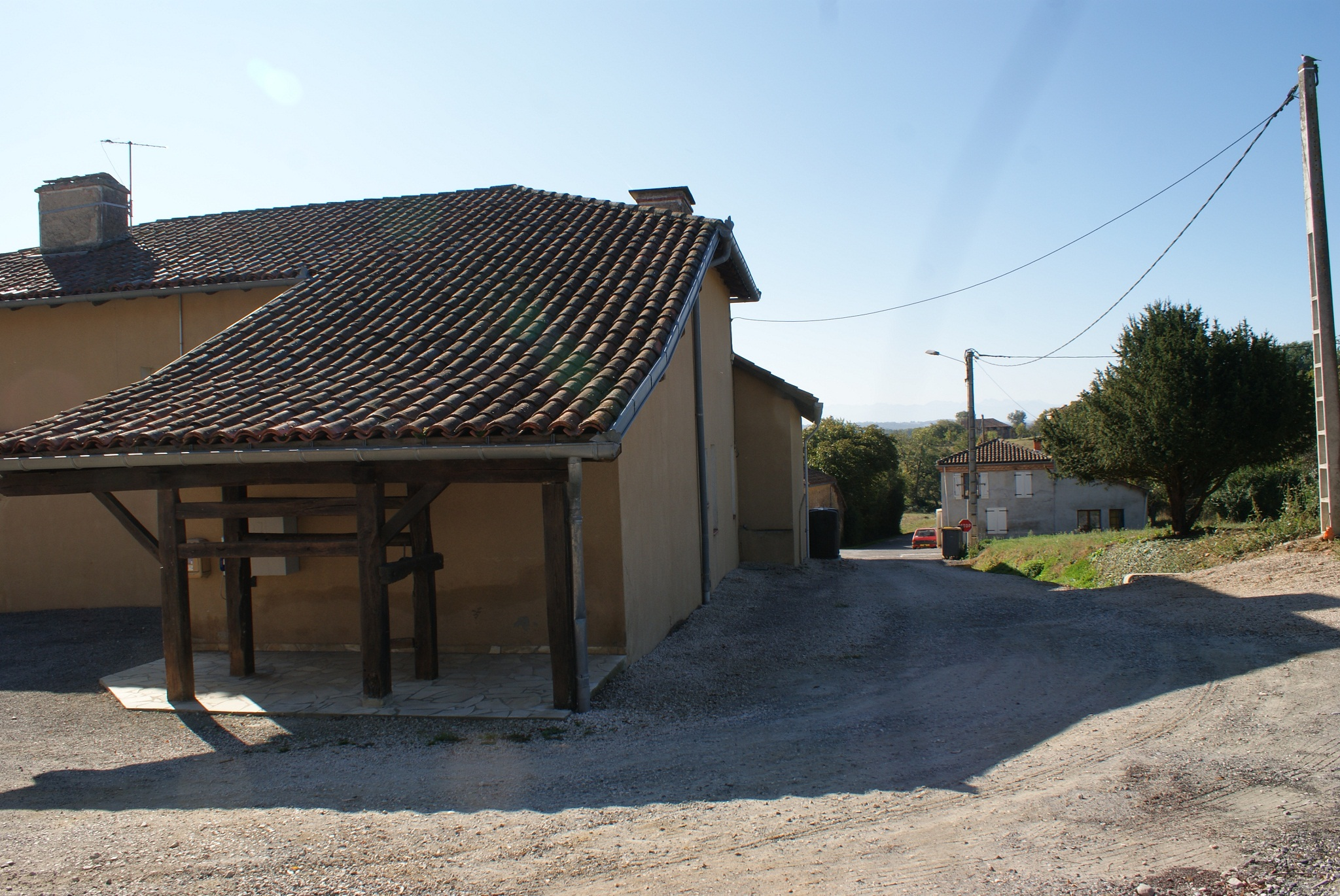
Улица
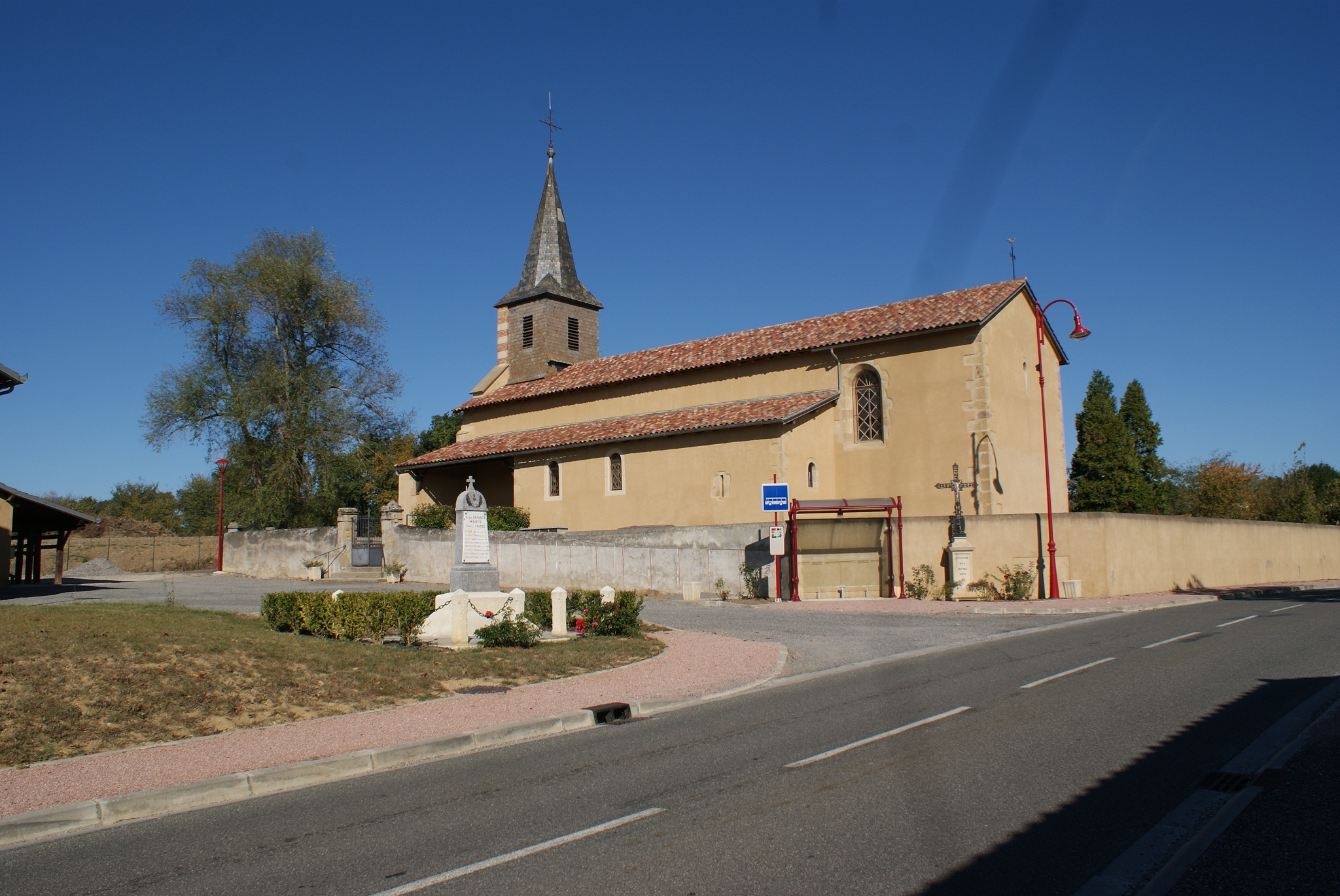
Церковь
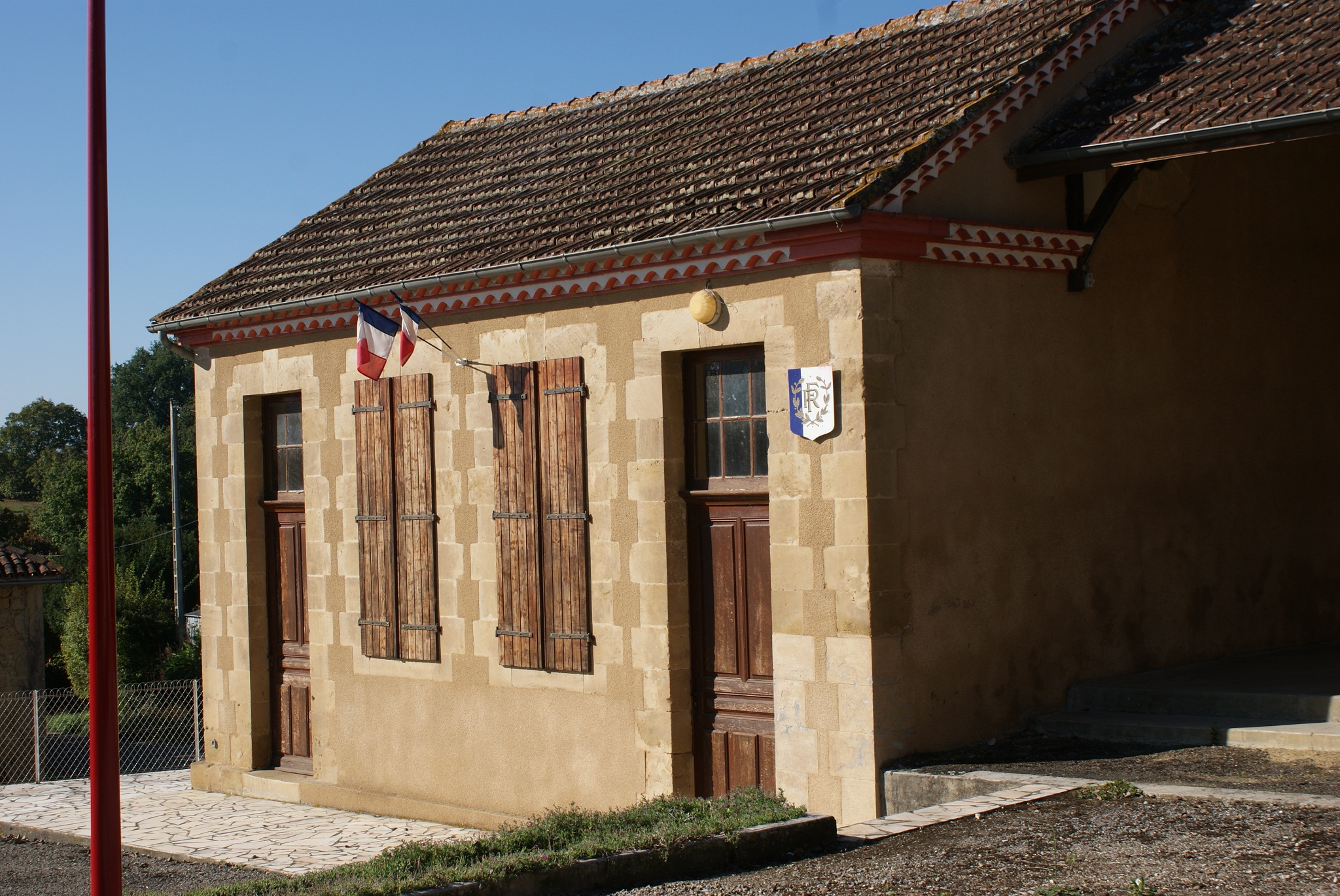
Мэрия